# Colum Eastwood
Colum Eastwood (Derry, 30 aprile 1983) è un politico britannico, nazionalista irlandese.
È leader del Partito Social Democratico e Laburista dal 2015 al 2024, membro dell'Assemblea dell'Irlanda del Nord dal 2011 al 2019 e membro della Camera dei comuni dal 2019.

## Biografia
Colum Eastwood è nato a Derry, nella contea di Londonderry il 30 aprile 1983 da una famiglia cattolica irlandese. Dopo gli studi presso l'Università di Liverpool, dove ha studiato studi latinoamericani anche se non ha terminato la laurea, si è sposato con Rachael Parkes nel dicembre 2013 e vivono a Derry con le loro due figlie. Colum Eastwood ha iniziato una carriera politica all'interno del Partito Social Democratico e Laburista ed è stato eletto membro del Consiglio della città di Derry nel 2005. È stato eletto sindaco nel giugno 2010 per un periodo di un anno ed è, a 27 anni, la persona più giovane a ricoprire questa posizione onoraria.
Nelle elezioni legislative del 5 maggio 2011 all'Assemblea dell'Irlanda del Nord, Colum Eastwood è stato eletto deputato per il collegio elettorale di Foyle.
Il 14 novembre 2015 è stato eletto leader del Partito Social Democratico e Laburista, sconfiggendo l'uscente Alasdair McDonnell con 172 voti contro 133.
Il 5 maggio 2016 è stato rieletto membro del Parlamento durante il rinnovo dell'Assemblea dell'Irlanda del Nord. Ha ottenuto un nuovo mandato alle elezioni del 2 marzo 2017.
Il 12 dicembre 2019, è stato eletto alla Camera dei comuni, durante le elezioni generali britanniche.